# Pycnotheca biseptata
Pycnotheca biseptata is een hydroïdpoliep uit de familie Kirchenpaueriidae. De poliep komt uit het geslacht Pycnotheca. Pycnotheca biseptata werd in 1938 voor het eerst wetenschappelijk beschreven door Blackburn. 